# Muntanya dels Vidriers
La Muntanya dels Vidriers  és una muntanya de 417 metres que es troba al municipi de Subirats, a la comarca de l'Alt Penedès.